# Tassa sulle concessioni governative
La tassa sulla concessione governativa (conosciuta anche con l'acronimo TCG) è la tassa da corrispondere allo Stato italiano dai beneficiari di determinati provvedimenti amministrativi e altri atti, come ad esempio autorizzazioni, concessioni, licenze, ai sensi del DPR 26 ottobre 1972, n. 641 sulla "Disciplina delle tasse sulle concessioni governative".

## TCG sugli abbonamenti di telefonia mobile
Dal 1995 gli intestatari di un abbonamento di telefonia mobile devono corrispondere allo Stato 12,91€ mensili se per uso affari, quindi intestato ad un'azienda o ad una ditta individuale, mentre 5,16€ per i privati. Se per uso affari, l'imponibile in fattura è deducibile fino all'80%. Per quanto riguarda la telefonia mobile, quindi, la TCG è diretta alle società telefoniche, affinché le stesse paghino per l'utilizzo delle frequenze: il Governo successivamente stabilì che detta tassa dovesse essere pagata dai titolari di un contratto di abbonamento, in quanto il cellulare era allora considerato un bene di lusso.
Due recenti sentenze della Commissione tributaria regionale del Veneto, la n. 4/11 depositata il 17 gennaio 2011 e l. n. 5/11 depositata 10 gennaio 2011 hanno stabilito che gli enti locali non sono tenuti al pagamento della tassa di concessione governativa.
Le sentenze dei giudici tributari regionali non si limitano a tali istituzioni ma dichiarano l'illegittimità tout court della tassa di concessione governativa, e di conseguenza hanno aperto la strada anche alla possibile richiesta di esenzione dei privati da tale imposizione nonché al possibile rimborso di quanto illegittimamente pagato.
Il 2 maggio 2014 è arrivato il verdetto definitivo dalle sezioni unite civili della Cassazione che ha dichiarato legittima la tassa governativa sui cellulari (sentenza numero 9560).
La tassa di concessione governativa assicura allo Stato un introito annuo di 91 milioni di euro.

## TCG per porto d'armi
La licenza porto di pistola per difesa personale, la licenza per porto di fucile ad uso caccia sono soggette a tassa di concessione governativa annuale.

## Lista delle tasse sulle concessioni governative
Il DPR 26 ottobre 1972, n. 641 prevede le seguenti tipologie di tasse sulle concessioni governative:
Pubblica sicurezza
Armi, esplosivi, gas tossici
- Porto di pistole, rivoltelle o pistole automatiche, armi lunghe da fuoco e bastone animato
- Porto  di fucile anche per uso di caccia

Altre autorizzazioni di polizia
- Esercizio di case da gioco
- Attività relative a metalli preziosi

Commercio, industria ed agricoltura
- Licenza per pesca professionale marittima

Professioni, arti e mestieri
- Iscrizione mediatori di commercio, industria, artigianato, agricoltura
- Iscrizione all'albo costruttori, elenchi imprese di gestione servizi in appalto all'amministrazione ferroviaria e raccolta rifiuti urbani
- Iscrizioni elenchi spedizionieri
- Iscrizione, reiscrizione e conferma albo esportatori ortofrutticoli
- Iscrizione albo agenti di assicurazione
- Iscrizione albo mediatori di assicurazione
- Iscrizione ruolo dei periti assicurativi
- Iscrizione registro concessionari servizio riscossione tributi
- Iscrizione albo dei collettori

Radio, cinema e stampa
- Libretto di iscrizione alle radiodiffusioni detenzione apparecchi per la ricezione di radioaudizioni o diffusioni televisive
- Diffusioni televisive e radiofoniche via etere in ambito locale
- Diffusioni televisive e radiofoniche via etere in ambito nazionale
- Diffusioni televisive via cavo
- Trasmissione programmi televisivi
- Ripetitori per programmi televisivi
- Apparecchiature terminali per servizio radiomobile pubblico terrestre di comunicazione
- Iscrizione giornali e periodici nel registro della cancelleria del tribunale

Altri atti
- Autorizzazioni, concessioni, licenze, iscrizioni non considerate nelle tariffe precedenti, per l'esercizio di attività industriali o commerciali e di professioni, arti e mestieri